# Anurophorus cuspidatus
Anurophorus cuspidatus is een springstaartensoort uit de familie van de Isotomidae. De wetenschappelijke naam van de soort is voor het eerst geldig gepubliceerd in 1920 door Stach.